# Uogólnianie wyniku lub metody
Uogólnianie wyniku lub metody – w dydaktyce matematyki jest to uogólnianie zadania polegające na tworzeniu na podstawie pewnego zadania wyjściowego, nowych, uogólnionych zadań, których rozwiązanie sprowadza się do skorzystania z wyniku lub metody zadania wyjściowego.
Zatem proces uogólniania wyniku lub metody polega na tworzeniu oraz rozwiązywaniu nowych zadań na podstawie pewnego zadania wyjściowego (lub jego fragmentu). Stwierdzimy, że rozwiązanie uogólnionego zadania możemy otrzymać w procesie uogólniania wyniku lub metody, gdy jego rozwiązanie można łatwo otrzymać stosując otrzymany we wcześniejszym zadaniu wynik lub zastosowaną tam metodę.
Szczególnym przypadkiem uogólnienia wyniku lub metody może być sytuacja przejścia od zadania na konkretnych wartościach liczbowych, do zadania „na literach”. Dlatego uogólnianie wyniku lub metody może być powiązane z wnioskowaniem empirycznym (w szczególności z uogólnianiem typu indukcyjnego) lub z uogólnianiem rozumowania. Uzmienniając stałe zazwyczaj uogólnia się metodę przypadku szczególnego.

## Przykład
Z1:
Mając dane trzy wymiary (długość, szerokość i wysokość) prostopadłościanu, znajdź długość jego przekątnej.
Z2:
Mając dane trzy wymiary (długość, szerokość i wysokość) prostopadłościanu, znajdź promień kuli opisanej na tym prostopadłościanie.
Z3:
Mając dane współrzędne prostokątne {\displaystyle (x_{1},y_{1},z_{1}),} {\displaystyle (x_{2},y_{2},z_{2})} dwóch punktów w przestrzeni, znajdź odległość tych punktów.
Na podstawie rozwiązania zadania Z1, uczeń bez trudu powinien rozwiązać zadania Z2 i Z3. W rozwiązaniu Z2 wystarczy zauważyć, że promień kuli opisanej na prostopadłościanie to połowa długości przekątnej tego prostopadłościanu. Z kolei w rozwiązaniu Z3 wystarczy zauważyć, że odległość między dwoma punktami w przestrzeni, to długość przekątnej odpowiedniego prostopadłościanu.